# Todd Mission, Texas
Todd Mission là một thành phố thuộc quận Grimes, tiểu bang Texas, Hoa Kỳ. Năm 2010, dân số của xã này là 107 người.

## Dân số
- Dân số năm 2000: 146 người.
- Dân số năm 2010: 107 người.